# レイアウト
レイアウト（英語: layout、 lay-out）は何をどう配置するかということ、あるいはこれをデザインする行為である。

## 定義
レイアウトは何をどう配置するかということ、あるいはこれをデザインする行為である。配置先は平面（例: 絵画のキャンバス、雑誌の紙面、アニメの画面）と空間（例: 会社のオフィス、3DCGの仮想空間、自動車の駆体）のどちらもありうる。

### 関連語

#### 構図
構図はレイアウトと関連する別の概念である。構図はモチーフの実体・種類を問わない「どう配置するか」という概念であり、対象と配置の両方を扱うレイアウトとは異なる。

## 分野
レイアウトは様々な分野で登場する。以下はその一例である：
- 2D/画面
  - 紙面レイアウト: 書籍・雑誌・新聞における記事の配置。エディトリアルデザインの一種。
  - ページレイアウト: WebにおけるHTML要素の配置。ウェブデザインの一種。
  - レイアウト (アニメ制作): アニメ制作における人物と背景物の配置
- 3D/空間
  - オフィスレイアウト: オフィスにおける什器/インテリアの配置
  - 工場レイアウト: 製造業における工場の機材配置
  - レイアウト (鉄道模型): 鉄道模型における線路と情景の配置
  - 自動車のレイアウト: 自動車におけるパワートレインとドライブトレインの配置

### オフィスのレイアウト
オフィスのレイアウトについては、例えば、以下のような点が考慮の対象となる。
- 業務効率化
- ITインフラの整備
- 省エネやコスト削減
- ゆとりのある空間（働きやすい環境）

（参考）オフィス作りの考え方（）
オフィスのレイアウトは画一的に最適なものが存在するわけではなく、業務内容により望ましいレイアウトは大きく異なる。したがって、企業ごとの業務内容、また、一企業内であっても部署ごとの業務内容を十分に考慮のうえ、決定していく必要がある。
オフィスのレイアウトについては、建築家、インテリアデザイナー、インテリアコーディネイターなどが行うことが多い。
また、オフィスのレイアウトを専門に行う企業も多い。

## 技法
レイアウトの理解はデザインを容易にする。そのため複数の名作に共通して見出だされる優れたレイアウトを抽出し、新たな作品を作る際に活用できる技法とする試みがなされてきた。

### リードルーム
リードルーム（英: lead room）は「向き」の先に置かれた余白である。ノーズルーム（英: nose room）とも。

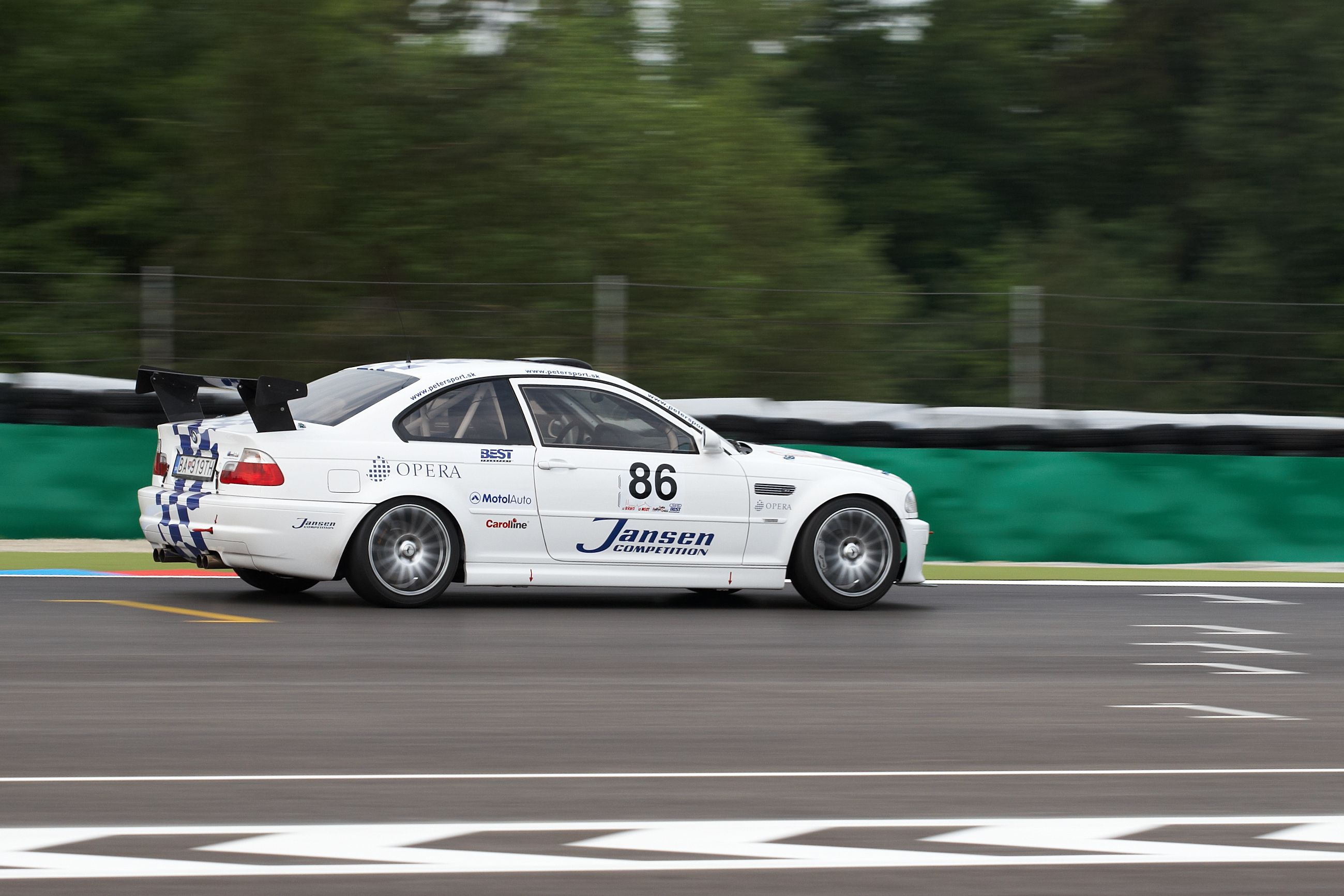
車（進行方向側の余白が広い）

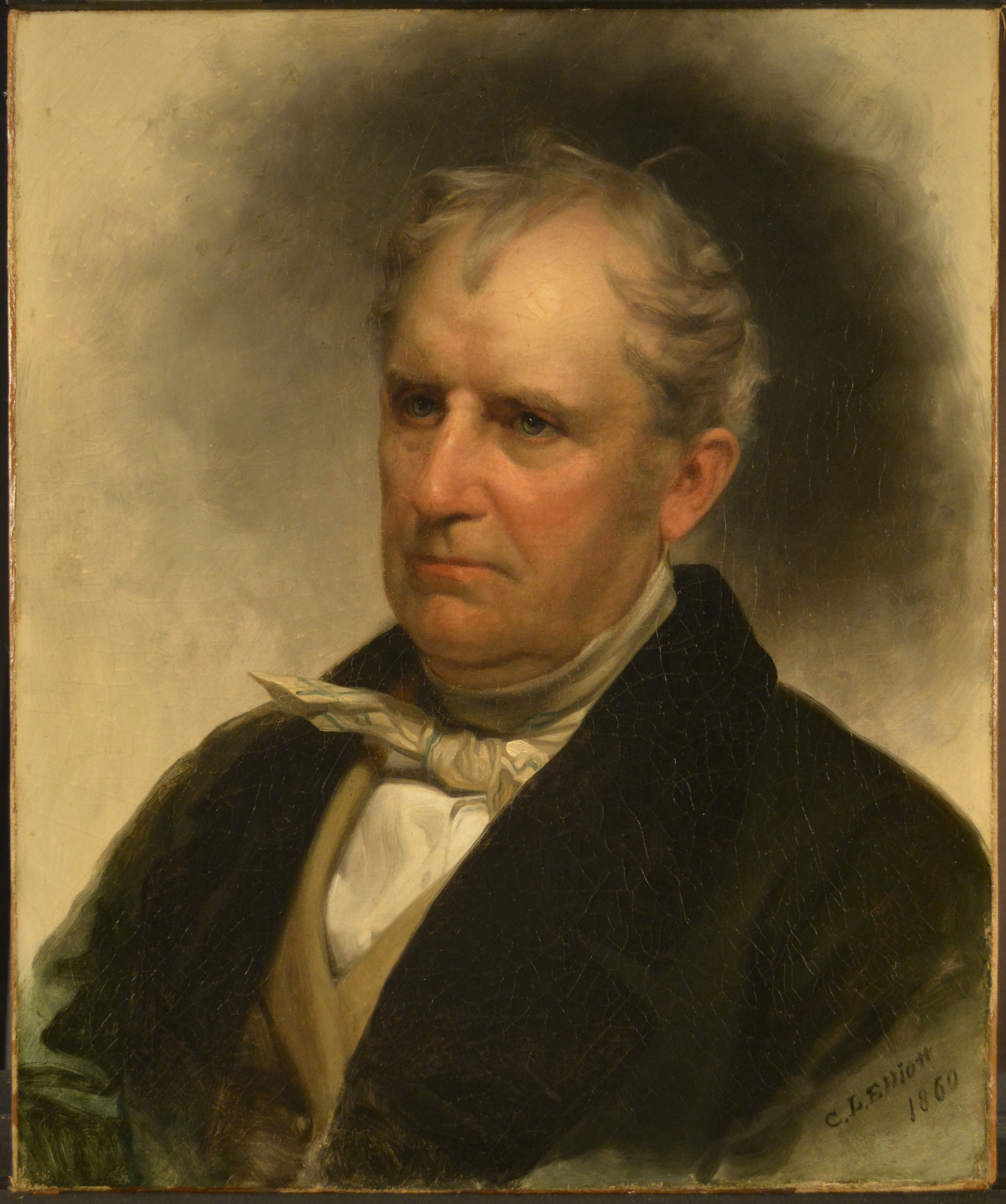
肖像画（鼻先側の余白が広い）

人の視線や鼻先は向きをもち、また運動する船や車は進行方向をもつ。これら「向き」を持った要素を配置するとき、その向きの先に配置された余白（=何も無い空間、ネガティブスペース）がリードルームである。
リードルームは動き・ダイナミックさ・発展性を感じさせる働きを持つ。逆にリードルームを狭めれば窮屈さ・不自然感・未知さを演出できる。またリードルームへ視線誘導がなされるとされる。
この法則の有効性は様々な理由付けがなされている。一説として、ヒトの予測認知により「リードルームが埋まる動き」が脳裏をよぎるためと説明される。

### 視点とカメラワーク
視点とカメラワークはモノが配置された空間を一貫した観点で画面上にレイアウトするために用いられる。
ヒトの目やカメラは空間の光を1つのピンホール/レンズを介して捉えている。この視点が位置・角度・画角などを変えることで、同じ空間が視野/画面上に異なるレイアウトとして映る。この考えは絵画などにも拡張でき、広く利用されている。作品から視点を感じるには空間とモノを理解したうえでその向きを認知する必要があるため、構図でなくレイアウトレベルの概念である。
視点は様々な印象を生む働きをもつ。視点は「目線」とも捉えられるため、視点の高さや見下ろし/見上げの関係性が主題に対する印象を変える。また遠近法による奥行き感を生むことが多い。
視点とカメラワークはあくまで1技法であり、採用するか否かは作品意図による。空間を持たない平面世界を描くには不要かもしれないし、キュビスムのように多視点という形で採用する場合もある。

## 歴史
レイアウトという言葉を日本に初めて紹介したのは、当時『廣告界』の編集長であった室田庫造であるという（1929年）。